# SIMpad

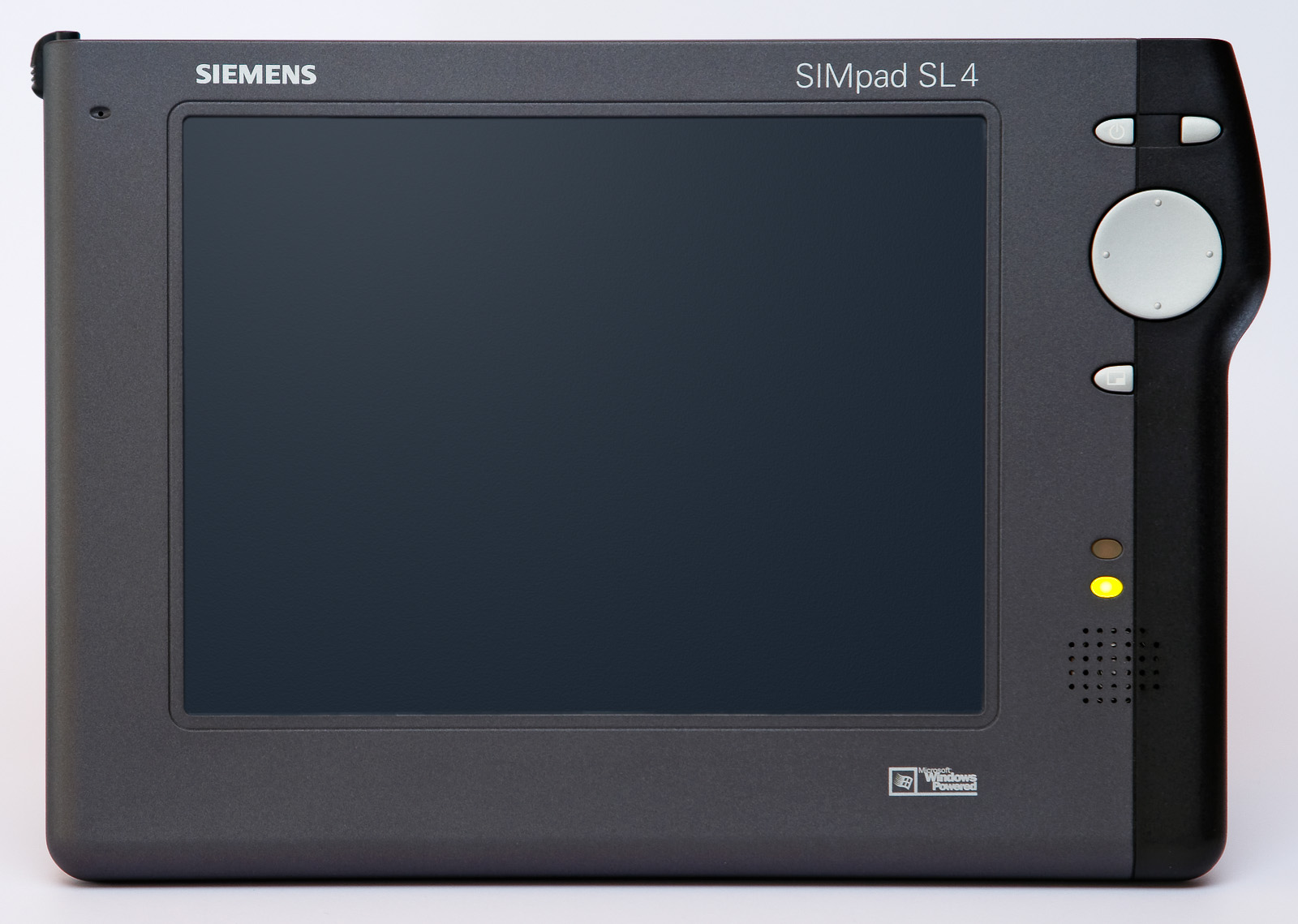
SIMpad SL4

Das SIMpad ist ein von Siemens Schweiz im Jahre 2001 auf den Markt eingeführter Tabletcomputer. Die Entwicklung stammt von der Firma Keith & Koep.
Er ist mit einem berührungssensitiven Touchscreen für die Bedienung mit einem Stift ausgelegt und kann beispielsweise als Webpad, E-Text-Reader oder zum Wardriving eingesetzt werden. Es ist als Universal-Fernbedienung auch Bestandteil der Technik im Futurelife-Haus.

## Modelle
Es gibt mehrere Modellvarianten, von denen jedoch keine mehr produziert wird:
- SL4 (Modell S842): Von Siemens selbst vertriebenes Modell mit 64 MB RAM und 32 MB Flash
- SLC (Modell S843): Wie SL4, enthält aber zusätzlich ein DECT-Modem, mit dem man über bestimmte Siemens-ISDN-Telefonanlagen surfen kann.
- CL4 (Modell C421): Kleine Version des SLC mit nur halbsoviel Speicher, aber ebenfalls mit DECT-Modem: 32 MB RAM und 16 MB Flash. Dieses Modell hat keinen PCMCIA-Schacht.
- T-Sinus Pad: Eine von der Telekom vertriebene Variante des CL4, jedoch mit PCMCIA-Schacht. Es hat ebenso ein DECT-Modem.
- WP50 (Modell C420): Eine von der Swisscom vertriebene Variante des CL4 mit DECT-Modem, aber ebenfalls ohne PCMCIA-Schacht.

| Modell              | Kennung | RAM   | ROM   | DECT-Modem | PCMCIA |
| ------------------- | ------- | ----- | ----- | ---------- | ------ |
| Siemens SL4         | S842    | 64 MB | 32 MB | Nein       | Ja     |
| Siemens SLC         | S843    | 64 MB | 32 MB | Ja         | Ja     |
| Siemens Gigaset CL4 | C421    | 32 MB | 16 MB | Ja         | Nein   |
| Telekom T-Sinus Pad |         | 32 MB | 16 MB | Ja         | Ja     |
| Swisscom WP50       | C420    | 32 MB | 16 MB | Ja         | Nein   |

## Hardware
Alle Versionen enthalten:
- als Prozessor einen Intel StrongARM SA-1110 mit 206 MHz
- einen 8,4 Zoll großen LCD-Bildschirm mit 800×600 Pixeln
- einen Slot für 16-bittige PCMCIA-Karten, nicht im WP50
- einen USB-Client-Port als Typ-B-Buchse
- eine IrDA-Schnittstelle
- eine serielle Schnittstelle (in proprietärem Format – Lumberg-Buchse)
- einen Kopfhörer- und Mikrofonanschluss (mit in der Buchse der seriellen Schnittstelle)
- einen Mono-Lautsprecher
- ein Mikrofon, nicht im CL4
- einen Lithium-Ionen-Akku mit 2800 mAh; die Modelle CL4, T-Sinus und WP50 mit nur 1400 mAh Kapazität

Alle Geräte haben ein Gewicht von etwa 1 kg bei Maßen von 180 × 263 × 28 mm.

## Software
Als Betriebssysteme gehörten Windows CE Version 2.12 (CL4), 3.0 (alle Modelle) oder 4.0 (nur SL4 und SLC, auch bekannt als CE.net) zum Lieferumfang. Updates auf Windows CE 4.1 und 4.2 sind im Internet verfügbar, bzw. kommerziell erhältlich.
Da es sich bei allen SIMpads um ausgelaufene Modelle handelt, ist inzwischen kein Herstellersupport mehr verfügbar und es werden keine Updates mehr erscheinen. Im Gebrauchtmarkt sind Geräte und Zubehör jedoch noch gut erhältlich und es existieren viele weiterführende Informationen im Web. Des Weiteren bietet das Familiar-Projekt eine auf OpenEmbedded basierende Linux-Portierung für alle SIMpad-Modelle.